# Alexander Parygin
Alexander Parygin (Almati, 25 de abril de 1973) é um ex-pentatleta cazaque, naturalizado australiano.

## Carreira
Alexander Parygin representou seu país nos Jogos Olímpicos de 1996 e 2004, na qual conquistou a medalha de ouro, no individual em 1996.
Em 2004 ele competiu pela Austrália, atualmente reside em Melbourne.